# Monese
 (mars 2020).
Monese est une entreprise britannique qui propose des comptes courants et des services de transfert d'argent comme alternative aux banques traditionnelles.

## Historique
Monese a été fondée par Norris Koppel, un entrepreneur estonien. Koppel a déménagé au Royaume-Uni et a vu sa demande de compte courant dans une grande banque être refusée car il ne pouvait pas fournir de preuve d'adresse locale et n'avait pas encore d'antécédents de crédit au Royaume-Uni. Monese a lancé son premier produit, un compte courant mobile instantané ouvert au Royaume-Uni le 21 septembre 2015. 
Avant le lancement de son compte courant, plus de 56 000 clients se sont pré-inscrits au service et ont rejoint une liste d'attente pour y obtenir l'accès. Monese est en mesure de fournir des services bancaires aux clients résidents et non résidents du Royaume-Uni, et dispose d'un processus d'ouverture de compte qui peut être complété sur un smartphone en moins de trois minutes.
Monese a initialement fourni tous ses services gratuitement, à l'exception des virements internationaux. Mais en 2016, elle a commencé à facturer des frais fixes pour son compte courant puis des forfaits.

## Application mobile
Pour ouvrir et gérer un compte courant Monese, les clients doivent installer l'application de l'entreprise sur leur smartphone Android ou iOS. L'application Android est disponible depuis le lancement public de Monese le 21 septembre 2015 et l'application iOS a été lancée le 28 juillet 2016.

## Monese et la législation française
Monese prévoit le blocage de compte bancaire dans certains cas. La législation française qui encadre habituellement ces pratiques pour les banques en France n'est pas compétente pour les banques dont le siège social est situé hors de France. Certains utilisateurs bénéficiaires de prestations sociales ont vu leur compte bloqué alors que la loi française l'interdit.